# 盧克·德維雷
盧克·德維雷（英語：Luke DeVere；1989年11月5日—）是一位澳大利亞足球運動員，他現在效力於澳洲職業足球聯賽球隊布里斯班獅吼足球俱樂部。同時他也代表澳大利亞國家足球隊參賽。2015年，他被選入澳大利亞對德國和馬其頓的友誼賽名單當中。